# Usina Hidrelétrica de Corumbá IV
A Usina Hidrelétrica Corumbá IV é uma usina hidrelétrica inaugurada em 04 de abril de 2006 no rio Corumbá, no estado de Goiás. Seu reservatório, formado por uma barragem de 76 m de altura, ocupa uma área de 173 km², e banha os municípios de Luziânia (45,22 km²), Santo Antônio do Descoberto (53,25 km²), Alexânia (38,95 km²), Abadiânia (27,39 km²), Silvânia (20,98 km²), Novo Gama (0,24 km²) e Corumbá de Goiás (0,49 km²), todos no estado de Goiás.
Utilizando duas unidades geradoras do tipo Francis, com 64,8 MW de potência cada, a usina é capaz de gerar 129,6 MW de energia. É conectada à rede básica do Sistema Interligado, através de uma linha de transmissão de 138 KV, que percorre aproximadamente 40 km até uma subestação em Santa Maria, no Distrito Federal, da CEB.
No entorno do reservatório existe uma área de 9.000 ha de Área de Preservação Permanente (APP), que tem 783,7 km de perímetro.
Inicialmente, o custo de construção estava estimado em R$ 180 milhões, porém foram gastos R$ 783 milhões, o que resultou em um custo do KW Instalado de R$ 6299/kW. Dentre os financiadores do empreendimento, se destacam o BNDES (R$ 232 milhões) e o Banco do Brasil (R$ 40 milhões).
A Corumbá Concessões tem a seguinte composição acionária: Serveng Civilsan (18,74%), CEB (36,95%), C&M Engenharia (2,47%), Terracap (14,43%), BRB (18,28%) e Caesb (7,22%).